# فانتین هیلز (آریزونا)
فونتین هیلز (به انگلیسی: Fountain Hills) شهری در شهرستان مریکوپا ایالت آریزونا است که در سرشماری سال ۲۰۱۰ میلادی، ۲۲٬۴۸۹ نفر جمعیت داشته است. فونتین هیلز، به‌طور رسمی در تاریخ ۱۹۸۹ میلادی به‌عنوان یک شهر شناخته شد.